# Nevasa
Die Nevasa war ein Passagierschiff der britischen British India Steam Navigation Company, das 1956 in Dienst gestellt wurde. Die in ihrer Laufbahn auch als Truppentransporter und Ausbildungsschiff genutzte Nevasa blieb bis 1975 in Fahrt und wurde anschließend in Taiwan abgewrackt.

## Geschichte
Die Nevasa wurde im Mai 1953 Barclay, Curle & Company in Glasgow auf Kiel gelegt und am 30. November 1955 vom Stapel gelassen. Nach der Ablieferung an die British India Steam Navigation Company am 12. Juli 1956 nahm das Schiff den Liniendienst von Großbritannien in die britischen Kolonien in Indien auf und transportierte dabei neben Passagieren auch regelmäßig Truppen. Die Nevasa hatte kein direktes Schwesterschiff, ähnelte in ihrer Bauweise jedoch stark der 1957 in Dienst gestellten Oxfordshire der Bibby Line.
Nach sechs Jahren im Liniendienst wurde die Nevasa im Oktober 1962 aufgelegt. Nach zwei Jahren Liegezeit überführte man sie im November 1964 nach Falmouth, wo sie zu einem Ausbildungsschiff umgerüstet wurde. Am 28. Oktober 1965 wurde das Schiff wieder in Dienst gestellt.
1971 ging die Nevasa in den Besitz der Peninsular and Oriental Steam Navigation Company (P&O) über, die sie fortan auch für Kreuzfahrten einsetzte. Im Januar 1975 absolvierte das Schiff seine letzte Kreuzfahrt ab Valletta, ehe es zum Abbruch nach Taiwan verkauft wurde. Am 30. März 1975 traf die Nevasa in der Abwrackwerft von Nan Feng Steel Enterprise ein, wo im Juni 1975 der Abbruch begann.